# バーク
バーク（英: barque, bark, barc）は、帆船の一種である。

## 名称
英語 "bark（日本語音写例〈以下同様〉：バーク）" の直接の語源は「boat、ボート、舟/小舟」を意味する中英語 "barke（バルク、バルカ）" であり、この語は中世フランス語で「small boat、小型ボート、小舟/舟」を意味する "barque（バルキュ）" から来ている。中世フランス語 "barque" の直接の語源は後期ラテン語 (Late Latin) で「古代エジプトのナイル川で使用された平底貨物船の一種である『バイル』」を指す語であった "bāris（バーリス）" の訛語形 "barca（バルカ）" と考えられている。なお、係るラテン語は古代ギリシア語を、その古代ギリシア語はコプト語を、そのコプト語はエジプト語を語源としているが、ここでは省略する。遡れる限りで最も古い語源は、上述した後期ラテン語 "bāris" と同じ物を指し、現地では「transport ship、貨物船」を意味したエジプト語
| b | bA | A | y · r · Z1 | P1 |

（bꜣjr〈バイル〉）ということになる。また、バイルの形状は表示したヒエログリフの最後の文字の形そのままである。

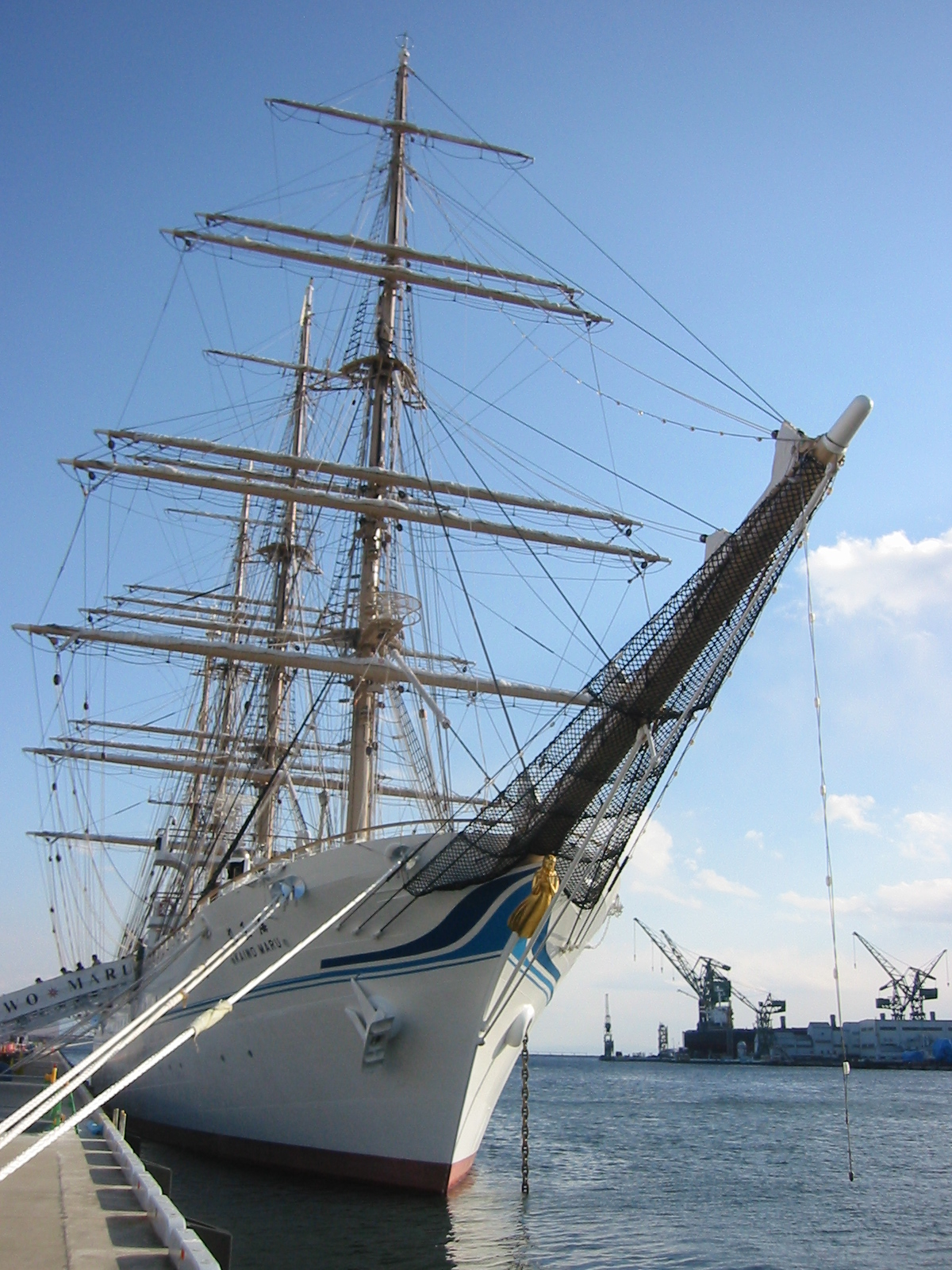
海王丸 (2代)

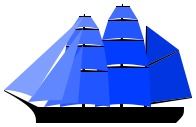
バークの帆装図（概念）

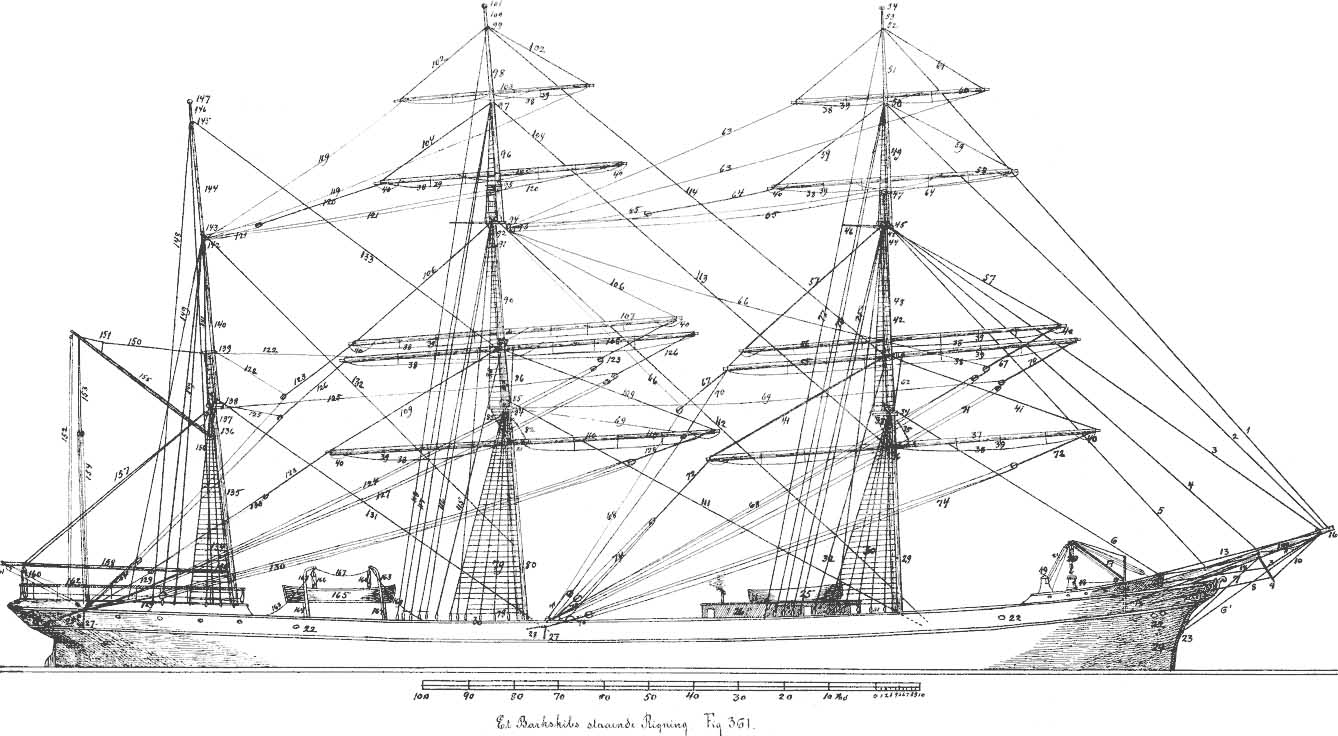
バークの帆装図

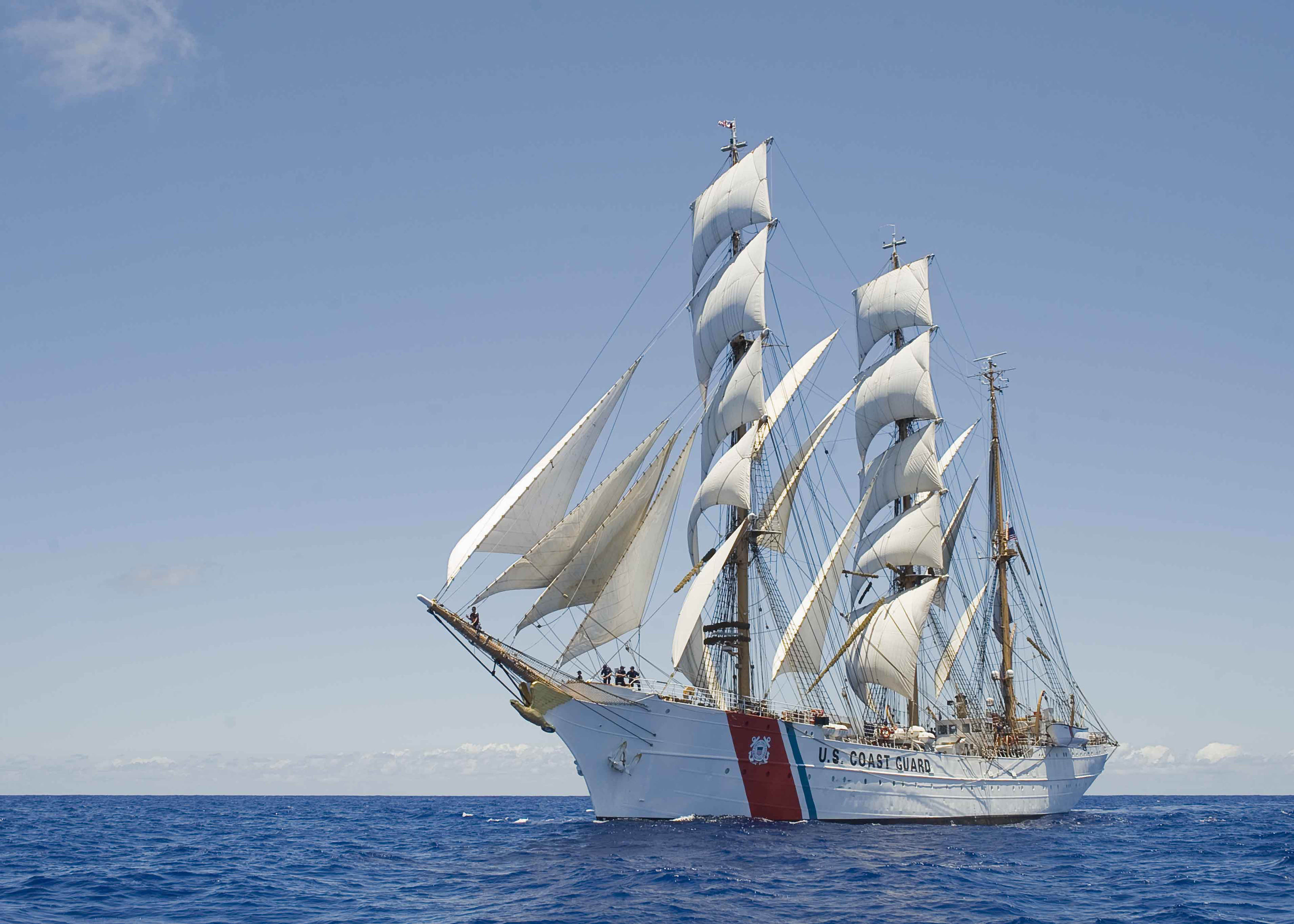
訓練航海中のイーグル

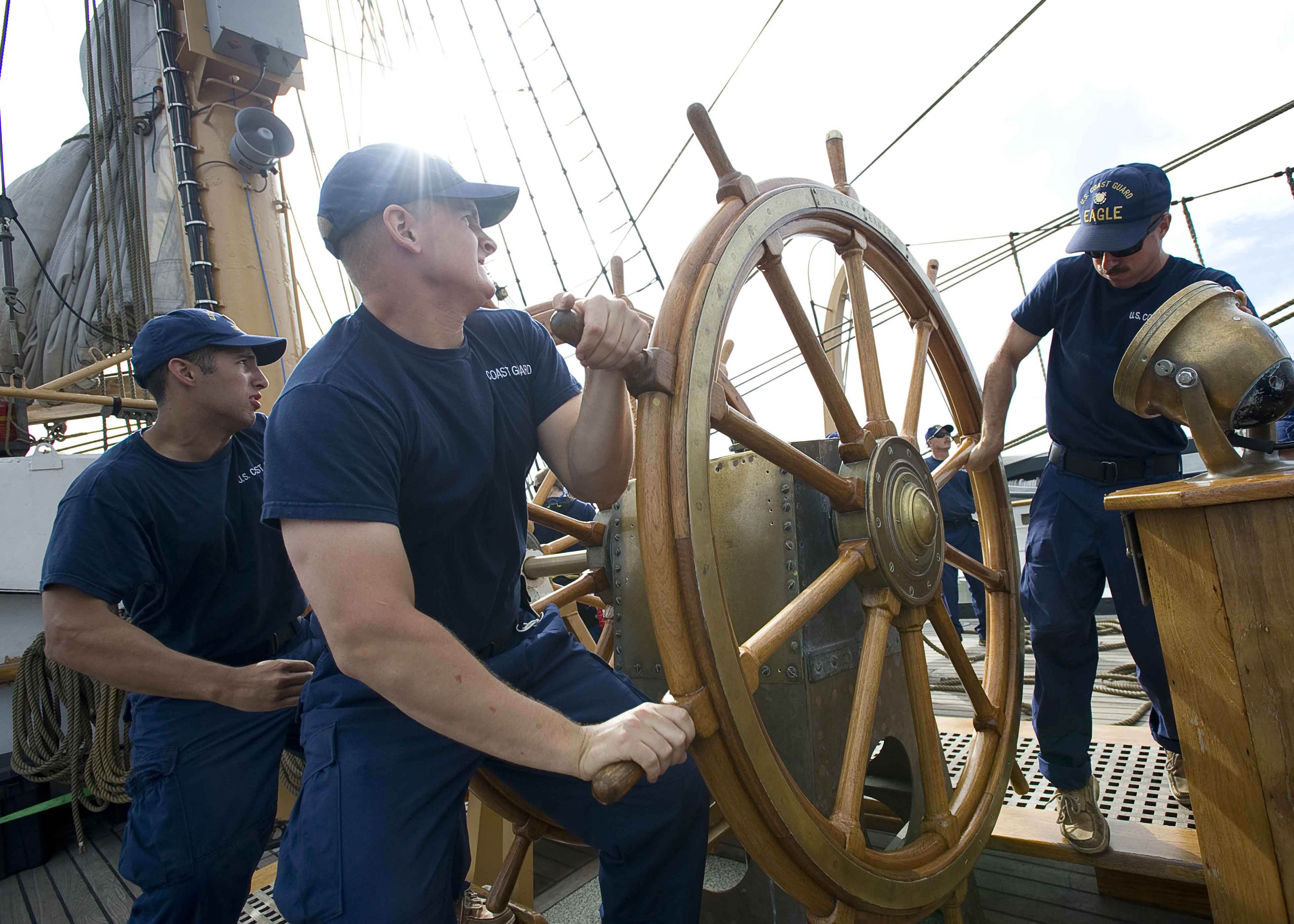
イーグルでの操船訓練

なお、英語および中英語で「大型の艀」（牽引式と自走式の区別なし）を指す "brage（バージ/バーヂ）" と、「ボート」を意味するフランス語・中世フランス語および古フランス語の "brage（ブラージュ）" も、英語 "bark" と同根であり、語源は上述したエジプト語に収斂する。
英語 "barque（バーク）" も、究極の語源は上述したエジプト語に求められる。しかし、直接には中世フランス語の "barque（バルク）" から来ており、この語はイタリア語 "barca（バルカ）" を挟んで上述した後期ラテン語の "barca" に遡れ、そこから先は同様である。
イギリスではノルマン・コンクエスト（ノルマン征服）後に流入したフランス語の影響で、"bark" と "barque" の両方を使うようになった。ただし、現代での語の意味は同じではない。19世紀より前の "barge（艀）" は「沿海や内海の小さな船」を指した。少し遅れて "bark" が後述するように独特の帆装を持つ帆船を表すようになった。19世紀半ばのイギリスでは、綴りがフランス語の "barque" に換わった。哲学者フランシス・ベーコンは早くも1605年の時点でこの綴りを使っている。
最後に、英語 "barc（バーク）" は先に挙げた2語に比して一般的ではない。古英語に見られる古風な表現であり、「bark (of a tree)、木製のボート」を意味する古ノルド語 "bǫrkr（ビョルクル）" に由来する。これらの語はドイツ語 "Borke（ボルケ）" や低ザクセン語 "bark（バルク）"、デンマーク語 "bark（バルク、バー）" などと同根で、ゲルマン祖語 "barkuz（バルクズ）" が語源学的に再現されており、これも「bark (of a tree)、木製のボート」も意味する。

## 形状
18世紀にイギリス王室海軍がそれまでのどの分類にも属さない船に "bark" を使った。ジェームズ・クックの助言を容れて海軍は石炭運搬船を購入し探検用に転用した。その船がエンデバーでありシップ型帆装で平らに切り立った船首と船尾全面に窓がある船に改装された。
18世紀の終わりまでに、"barque"（アメリカではしばしば "bark"）は特殊な型の艤装を施した船を指すようになった。この船には3本（あるいはそれ以上）のマストがあり、最後尾のマストに縦帆が、他のマストには横帆がある。保存状態の良い商業用バークは、1878年に建造されたフォールズ・オブ・クライドであり、現在はホノルルの展示船として保存されている。他の保存状態の良いバークはポマーンであり、建造時の状態を保つ唯一のウィンドジャマーである。その母港はフィンランドのオーランド諸島マリエハムンであり、海事博物館となっている。アメリカ沿岸警備隊は操船可能なバークを保有している。この船は1936年にドイツで建造され、戦争の賠償としてアメリカに渡り、イーグルと命名されてコネチカット州ニューロンドンにある士官学校の練習船として使われている。
活躍している帆船の中で世界で一番古いものは、1863年に建造されたスター・オブ・インディアであり、全ての帆が横帆であったが、1901年にバークに改装された。日本の航海練習船である歴代の日本丸および海王丸もバークに分類される。

## 用途
この帆装の長所は、他の同様な船あるいはブリッグ（横帆の2本マストの帆船）と比較して船員が少なくてすむ（従って運転費用が安価）ことである。逆に言えば、より多くの乗組員を訓練するには向いていない。

## 著名な船
- スター・オブ・インディア（英語版） (Star of India)  - 1863年11月14日進水。造船所：Gibson, McDonald & Arnold（マン島のラムゼイ（英語版））。
- フォールズ・オブ・クライド（英語版） (Falls of Clyde)  - 1878年進水。造船所：Russell & Co (cf. en)（グラスゴー）。
- シギュン（英語版） (Sigyn)  - 1887年進水。造船所：不明。処女航海はヨーテボリより出航。
- ポトシ（英語版） (Potosi)  - 1895年6月8日進水。造船所：Joh. C. Tecklenborg（ブレーマーハーフェン）。
- ポマーン（英語版） (Pommern)  - 1903年1月31日進水。造船所：J Reid & Co（グラスゴー）。
- ペキン（英語版） (Peking)  - 1911年2月25日進水。造船所：ブローム・ウント・フォス（ハンブルク）。
- パサート（英語版） (Passat)  - 1911年9月20日進水。造船所：ブローム・ウント・フォス（ハンブルク）。
- スターツロード・レムクル（英語版） (Statsraad Lehmkuhl) [1][2] - 1914年進水。造船所：Joh. C. Tecklenborg（ブレーマーハーフェン）。
- クルツェンシュターン（英語版） (Kruzenshtern)  - 1926年6月11日進水。造船所：Joh. C. Tecklenborg（ブレーマーハーフェン）。
- 初代日本丸 (Nippon Maru (1930))  - 1930年1月27日進水。造船所：川崎造船所神戸工場（神戸市）。
- イーグル（英語版） (Eagle)  - 1936年6月13日進水。造船所：ブローム・ウント・フォス（ハンブルク）。